# Die Bluthochzeit der Castros
Die Bluthochzeit der Castros ist ein US-amerikanisches Stummfilmdrama aus dem Jahre 1924 mit Rudolph Valentino in der Hauptrolle.

## Handlung
Der aus altem spanischen Adel entstammende Don Alonzo de Castro, ein attraktiver Latino-Grande wie er im Buche steht, befindet sich unmittelbar vor seiner (arrangierten) Eheschließung mit der ebenso schönen wie lieblichen Argentinierin Julietta, einer jungen Frau, der er zuvor nie begegnet ist. Das rauschende Fest soll auf de Castros weitläufiger Hacienda gefeiert werden. Doch Alonzo hat die Rechnung ohne die feurige und heißblütige Carlotta, seine Ex, gemacht. Die hat nämlich etwas dagegen, dass Alonzo irgendjemanden heiratet außer sie selbst. Und so tut sie sich mit El Tigre zusammen, dem berüchtigten Bandido-Anführer, der diese Gegend seit geraumer Zeit unsicher macht. Als dieser mit seiner Bande das Hochzeitsfest überfällt, hat der Schurke es ausschließlich auf die Braut abgesehen. Es kommt zu einem heftigen Kampf, bei dem der Edelmann jedoch unterlegt und nicht verhindern kann, dass Julietta entführt wird. Sofort jagt Don Alonzo hinter den Verbrechern hinterher und kann sie in deren Lager, das diese in einer Kirchenruine aufgeschlagen haben, stellen. Aus seinem Versteck muss der beraubte Bräutigam mit ansehen, dass eine Frau in Hochzeitskleidung El Tigre umarmt und küsst. Automatisch glaubt Alonzo, dass es sich dabei nur um seine Julietta handeln könne.
Von nun an sind Alonzo und El Tigre Todfeinde, und nach einer weiteren Begegnung, bei der Don Alonzo auf abenteuerliche Weise entkommen kann, schwört der spanische Edelmann auf ewig Rache. Seinen Glauben in seine frisch Angetraute, Julietta, hat Alonzo jedoch ebenfalls verloren Er kann sich keinen Reim darauf machen, wieso dieses keusche Mädchen, das in einem Kloster erzogen wurde, sich derart schamlos an den Hals eines ausgewiesenen Schurken wirft. Der Großgrundbesitzer ahnt nicht, dass er in Wahrheit Carlotta, die Drahtzieherin dieses Komplotts, sah, die sich in Juliettas Hochzeitskleid warf und den Oberschurken umarmte. Während Alonzo mehr und mehr all sein Sinnen dahingehend ausrichtet, El Tigre zu stellen und ihm das Handwerk zu legen, gelingt es Julietta wenig später, sich mit Hilfe der Tänzerin Carmelita zu befreien. Die Braut, die sich was traut, kommt in einem Frauenkloster unter und ist dort vorerst einmal vor den Nachstellungen El Tigres geschützt. Von diesen Vorgängen weiß Don Alonzo jedoch nichts. Mehr und mehr droht er, den Verlust der eigenen Frau und ihr vermeintliches Turteln mit El Tigre nicht verwindend, zum Racheengel und Trunkenbold zu mutieren: zu einem heiligen Teufel, wie der Filmtitel insinuiert.
Als Don Alonzo erfährt, dass sich El Tigre in einer finsteren, außerordentlich schlecht beleumundeten Pinte aufhalten soll, sucht der spanische Grande die direkte Konfrontation mit dem Oberhalunken. Hier kommt es zum Showdown. Als Alonzo die Kaschemme betritt und El Tigre die Treppe herunterkommen sieht, springt er diesen ohne Vorwarnung an und ist drauf und dran, den Banditenchef zu erwürgen. Der gleichfalls anwesenden Carlotta entfährt ein spitzer Schrei, und auch der Bräutigam muss einsehen, dass ihm ein toter Schurke nicht den Aufenthaltsort seiner Gattin verraten könne. El Tigre nützt das Oberwasser, das er zu bekommen glaubt, und will nunmehr Don Alonzo töten, als der Haciendero von Don Luis unerwartete Hilfe bekommt. Dieser ist ein Todfeind El Tigres und streckt den Oberschurken nieder. Nun erfährt Don Alonzo auch, dass es in Wahrheit Carlotta war, die El Tigre im Banditenlager umarmt und geküsst hat. Obwohl Fluchthelferin Carmelita selbst in Don Alonzo verliebt ist, verrät sie diesem schließlich den Aufenthaltsort seiner Jungvermählten, sodass sich das junge Glück endlich wieder in die Arme schließen kann.

## Produktionsnotizen
Der von Famous Players-Lasky Corporation produzierte Film entstand Frühjahr / Mitte 1924 in Farmingdale auf Long Island und in den Paramount Studios von Astoria, New York City. Die Uraufführung erfolgte am 17. November 1924. In Deutschland lief Die Bluthochzeit der Castros erst zwei Jahre darauf, im November 1926, an. In Österreich wurde der Streifen wortwörtlich übersetzt und war ab dem 6. November 1925 in den dortigen Kinos unter „Ein heiliger Teufel“ zu sehen.
Dasselbe Team (Zukor, Lasky, Henabery, Fischbeck, Valentino, Naldi) drehte gleich im Anschluss daran den Film Cobra, der sich jedoch im Vergleich zu dieser Produktion als weit weniger erfolgreich erweisen sollte.

## Kritiken
„Die Story wird mit Bedacht erzählt und das Tempo über die volle Länge durchgehalten. Es gibt Momente, in denen die Untertitel die Handlung überlagern, wobei es besser gewesen wäre, wenn man diese in den einzelnen Szenen gezeigt hätte. In einigen Fällen bekommt man keine klare Vorstellung von den Zeitabläufen, und hie und da nimmt man Szenen wahr, die einem in allzu ruhiger Machart präsentiert werden. Joseph Henabery, der diesen Film inszenierte, hat keine Zeit mit der Einbeziehung von zahlreichen Nahaufnahmen verschwendet, von denen einige lediglich weitgehend ausdruckslose Posen sind. Herr Valentino ist jedoch in diesem Film ein deutlich besserer Schauspieler als in "Monsieur Beaucaire". Die Atmosphäre behagt ihm offensichtlich. Gegen Ende des Films wirft er alle Gedanken über sein gutes Aussehen und sanftmütiges Lächeln beiseite und sorgt für eine ausgezeichnete Porträtierung eines Mannes, der rot sieht. Sein Zorn in dieser Sequenz ist überaus beeindruckend, wenn man ihn im Vergleich zu seiner Ruhe betrachtet, die er den gesamten Film zuvor ausgestrahlt hatte. (…) Es gibt mehrere schöne Schauplätze in dieser Produktion, und jener von der Hacienda wurde wirklich bemerkenswert auf die Beine gestellt. Ein prachtentfaltender Spielort ist der im Cabaret, der uns offenbart wird, um das rasante Leben, dass Don Alonzo führt, zu zeigen.“

Paimann’s Filmlisten resümierte: „Der Titel ist allerdings interessant, aber für das feuilletonistisch gefärbte, aber publikumswirksame Sujet nicht richtig gewählt. In der durchwegs guten Darstellung ragen Valentino und die Naldi hervor, ebenso wie die Photographie gute Effekte erzielt. Die Aufmachung ist pittoresk und durchaus anerkennenswert.“